# Fragaria orientalis
Fragaria orientalis, llamada comúnmente fresa oriental, es una planta herbácea perenne, de la familia de las rosáceas, nativa de Asia y Siberia orientales que crece comúnmente en zonas con un suelo muy alcalino en China y otros países del oriente de Asia.

## Descripción
Especie de unos 20 cm de altura. Tiene hojas trifoliadas de color verde oscuro en el haz y más claro en el envés; de textura pilosa tanto tallos como peciolos y envés de las hojas. Emite largos estolones rastreros que enraízan produciendo nuevas plántulas. 
Inflorescencia corimbosa con entre 1 a 6 flores bisexuales de cinco pétalos de color blanco y cinco sépalos verdosos. La polinización la llevan a cabo abejas u otros insectos. 

El fruto es hemisférico, de color rojo purpúreo al madurar, con aquenios ovoides de 0,5 mm.
La floración se produce entre mayo y julio y la fructificación de julio a septiembre (hemisferio norte).
Estas plantas sirven de alimento a ácaros del género Tetranychus.

## Distribución y hábitat
Es nativa de China y Siberia, específicamente las provincias chinas de Gansu, Hebei, Heilongjiang, Jilin, Liaoning, Mongolia Interior, Qinghai, Shaanxi y Shanxi, así como en Corea, Mongolia y el oriente de Rusia. Se puede encontrar en los bosques y prados en las pendientes de las montañas, por lo general, a la sombra de los árboles de los bosques, entre los 600 y 4000 m s. n. m.